# HIP 12961
HIP 12961は、エリダヌス座の方角に約76光年の距離にある暗い赤色矮星である。既知のM型主系列星の中で、最も大きく明るいものの1つである。
| 太陽 | HIP 12961 |
| ---- | --------- |
| 太陽 | Exoplanet |

## 惑星系
2010年、ラ・シヤ天文台における高精度視線速度系外惑星探査装置による視線速度法の観測から、少なくとも1つの太陽系外惑星がHIP 12961の周囲を公転していることが発見された。この惑星は、土星程度の質量で、ハビタブルゾーンの内側にあたる恒星から0.25AUの軌道を公転している。
| 名称 （恒星に近い順） | 質量      | 軌道長半径 （天文単位） | 公転周期 (日)  | 軌道離心率    | 軌道傾斜角 | 半径 |
| --------------------- | --------- | ----------------------- | -------------- | ------------- | ---------- | ---- |
| b (Aumatex)           | ≥ 0.35 MJ | 0.25                    | 57.435 ± 0.042 | 0.166 ± 0.034 | —          | —    |

## 名称
2019年、世界中の全ての国または地域に1つの系外惑星系を命名する機会を提供する「IAU100 Name ExoWorldsプロジェクト」において、HIP 12961はプエルトリコに割り当てられる系外惑星系となった。このプロジェクトは、「国際天文学連合100周年事業」の一環として計画されたイベントの1つで、プエルトリコ地域内での選考、国際天文学連合 (IAU) への提案を経て、太陽系外惑星とその母星に固有名が承認されるものであった。2019年12月17日、IAUから最終結果が公表され、HIP 12961はKoeia、HIP 12961 bはAumatexと命名された。Koeiaは、カリブ海の先住民族であるタイノ族の言葉で「星」をさす語。Aumatexは、タイノ族の伝承で、風神のことである。